# Classificazione PPG I
La classificazione PPG I (Pteridophyte Phylogeny Group I) è la prima versione di classificazione scientifica delle piante pteridofite basata sulla filogenetica molecolare, pubblicata nel 2016 dallo Pteridophyte Phylogeny Group.

## Classificazione
La classificazione fino al livello di famiglia è la seguente:
- classe Lycopodiopsida Bartl. - licofite

- ordine Lycopodiales DC. ex Bercht. & J.Presl

- famiglia Lycopodiaceae P.Beauv.

- ordine Isoetales Prantl

- famiglia Isoetaceae Dumort.

- ordine Selaginellales Prantl

- famiglia Selaginellaceae Willk

- classe Polypodiopsida Cronquist, Takht. & W.Zimm. - felci

- sottoclasse Equisetidae Warm.

- ordine Equisetales DC. ex Bercht. & J.Presl

- famiglia Equisetaceae Michx. ex DC

- sottoclasse Ophioglossidae Klinge

- ordine Psilotales Prant

- famiglia Psilotaceae J.W.Griff. & Henfr.

- ordine Ophioglossales Link

- famiglia Ophioglossaceae Martinov

- sottoclasse Marattiidae Klinge

- ordine Marattiales Link

- famiglia Marattiaceae Kaulf

- sottoclasse Polypodiidae Cronquist, Takht. & W.Zimm.

- ordine Osmundales Link

- famiglia Osmundaceae Martinov

- ordine Hymenophyllales A.B.Frank

- famiglia Hymenophyllaceae Mart

- ordine Gleicheniales Schimp

- famiglia Matoniaceae C.Pres
- famiglia Dipteridaceae Seward & E.Dale
- famiglia Gleicheniaceae C.Presl

- ordine Schizaeales Schimp.

- famiglia Lygodiaceae M.Roem
- famiglia Schizaeaceae Kaulf
- famiglia Anemiaceae Link

- ordine Salviniales Link

- famiglia Salviniaceae Martinov
- famiglia Marsileaceae Mirb.

- ordine Cyatheales A.B.Frank

- famiglia Thyrsopteridaceae C.Presl
- famiglia Loxsomataceae C.Presl
- famiglia Culcitaceae Pic.Serm
- famiglia Plagiogyriaceae Bowe
- famiglia Cibotiaceae Koral
- famiglia Metaxyaceae Pic.Serm.
- famiglia Dicksoniaceae M.R.Schomb.
- famiglia Cyatheaceae Kaulf.

- ordine Polypodiales Link

- sottordine Saccolomatineae Hovenkamp

- famiglia Saccolomataceae Doweld

- sottordine Lindsaeineae Lehtonen & Tuomist

- famiglia Cystodiaceae J.R.Croft
- famiglia Lonchitidaceae Doweld
- famiglia Lindsaeaceae C.Presl ex M.R.Schomb.

- sottordine Pteridineae J.Prado & Schuettp

- famiglia Pteridaceae E.D.M.Kirchn.

- sottordine Dennstaedtiineae Schwartsb. & Hovenkamp

- famiglia Dennstaedtiaceae Lotsy

- sottordine Aspleniineae H.Schneid. & C.J.Rothf

- famiglia Cystopteridaceae Shmakov
- famiglia Rhachidosoraceae X.C.Zhang
- famiglia Diplaziopsidaceae X.C.Zhang & Christenh.
- famiglia Desmophlebiaceae Mynssen
- famiglia Hemidictyaceae Christenh. & H.Schneid.
- famiglia Aspleniaceae Newman
- famiglia Woodsiaceae Herter
- famiglia Onocleaceae Pic.Serm.
- famiglia Blechnaceae Newman
- famiglia Athyriaceae Alston
- famiglia Thelypteridaceae Ching ex Pic.Serm.

- sottordine Polypodiineae Dumort.

- famiglia Didymochlaenaceae Ching ex Li Bing Zhang & Liang Zhang
- famiglia Hypodematiaceae Ching
- famiglia Dryopteridaceae Herter
- famiglia Nephrolepidaceae Pic.Serm.
- famiglia Lomariopsidaceae Alston
- famiglia Tectariaceae Panigrahi
- famiglia Oleandraceae Ching ex Pic.Serm.
- famiglia Davalliaceae M.R.Schomb.
- famiglia Polypodiaceae J.Presl & C.Presl